# 玛格丽特·帕克
玛格丽特·帕克（英語：Margaret Parker，1949年6月30日—），澳大利亚女子田径运动员，主攻标枪。她曾代表澳大利亚参加1966年大英帝国和英联邦运动会田径比赛，获得一枚金牌。